# 神奈川県道610号大磯停車場線

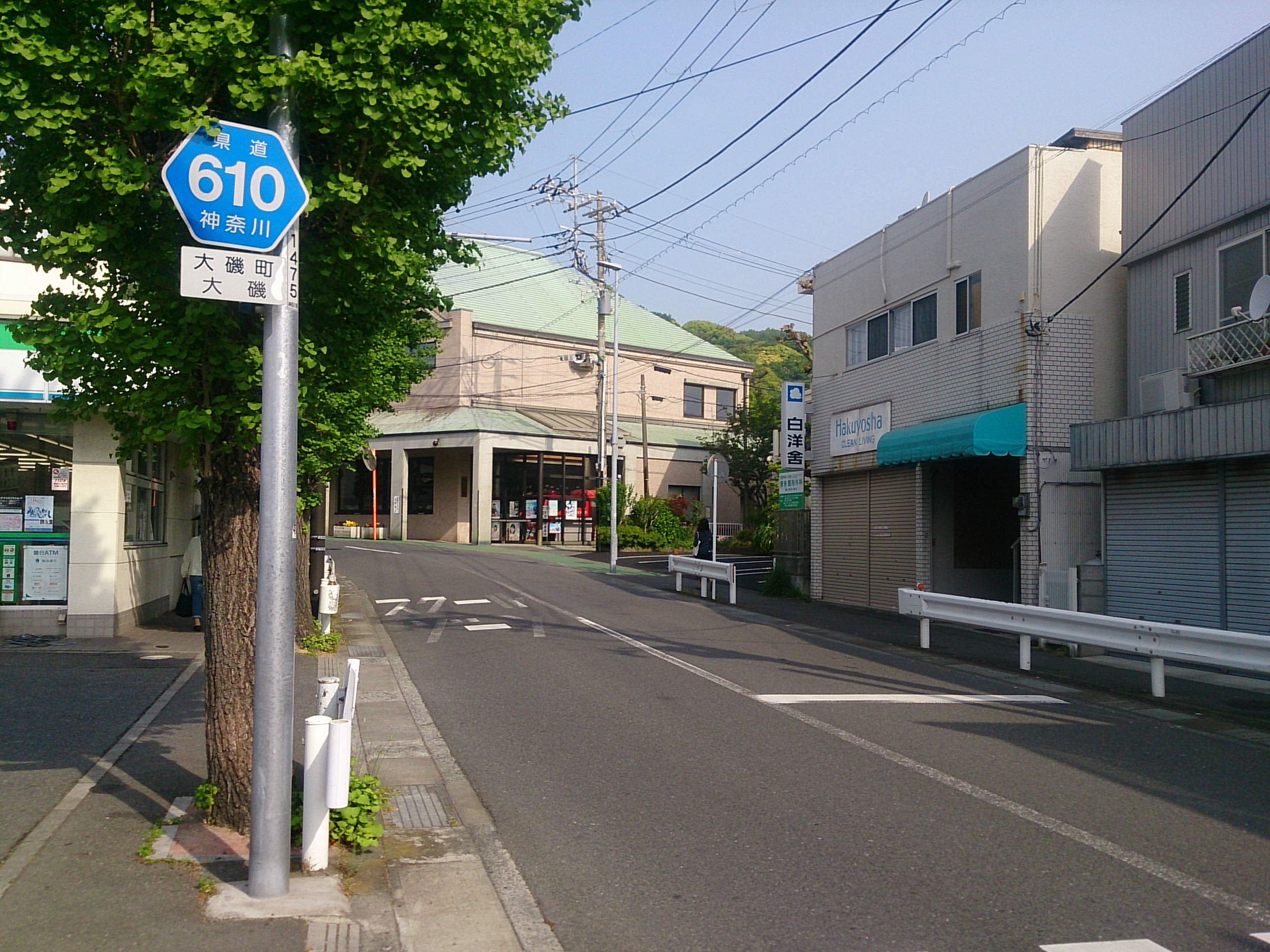
終点

神奈川県道610号大磯停車場線（かながわけんどう610ごう おおいそていしゃじょうせん）は、神奈川県中郡大磯町を起点・終点とする一般県道。JR東海道本線大磯駅と国道1号・国道134号交点を結ぶ。

## 概要
- 総延長：0.2km
- 起点：中郡大磯町大磯 東海道本線大磯駅前
- 終点：中郡大磯町大磯 大磯駅入口交差点（国道1号・国道134号接続）
- Google マップ

## 交差・接続する道路
- 国道1号・国道134号（終点）

## 周辺の地理・施設
- 大磯駅
- 大運寺
- 大磯町立図書館